# José Bosingwa
José Bosingwa da Silva (ur. 24 sierpnia 1982 w Kinszasie) – portugalski piłkarz pochodzenia kongijskiego, który grał na pozycji prawego obrońcy. W latach 2007–2015 reprezentant Portugalii. Uczestnik Mistrzostw Europy 2008. Dwukrotny zwycięzca Ligi Mistrzów: raz z Chelsea w sezonie 2011/12 oraz drugi raz w sezonie 2003/04 z portugalskim FC Porto.

## Życiorys

### Kariera klubowa
José Bosingwa urodził się w Demokratycznej Republice Konga, jednak już jako mały chłopiec wyjechał z rodzicami do portugalskiej miejscowości Seia. Przez krótki czas trenował z drużyną S.C. Freamunde, po czym trafił do młodzieżowej szkółki Boavisty. Tam obserwowany był przez szkoleniowca FC Porto – José Mourinho, któremu spodobała się gra Bosingwy i postanowił ściągnąć go do zespołu „Smoków”. Portugalski piłkarz imponował pewnością w swoich poczynaniach w defensywie, a także częstym włączaniu się w akcje ofensywne, dobrymi dryblingami oraz groźnymi i dokładnymi wrzutkami w pole karne.
Jego świetna gra dla Porto zaowocowała zainteresowaniem wielu innych europejskich klubów, na czele z Manchesterem United. Alex Ferguson za Bosingwę oferował nawet 22 miliony funtów, jednak ostatecznie postanowił wstrzymać się z tym transferem do lata. 11 maja 2008 roku Bosingwa za około 20 milionów euro trafił jednak do Chelsea. Dla FC Porto rozegrał łącznie ponad 100 ligowych pojedynków. W barwach „The Blues” pierwszy występ w Lidze Mistrzów zaliczył 16 września w spotkaniu z Girondins Bordeaux. Pierwszego gola w Premier League zdobył 27 września w meczu przeciwko Stoke City.
W 2013 roku kiedy to Queens Park Rangers spadło z Premier League, Bosingwa opuścił klub, przenosząc się do tureckiego Trabzonsporu. W listopadzie 2015 odszedł z klubu, ale w styczniu 2016 ponownie podpisał z nim kontrakt. W połowie tego samego roku odszedł z Trabzonsporu.
1 lipca 2016 roku zakończył piłkarską karierę.

### Kariera reprezentacyjna
Razem z reprezentacją Portugalii Bosingwa wystąpił między innymi na nieudanych dla Portugalczyków Igrzyskach Olimpijskich w 2004 roku. Wcześniej występował dla drużyny narodowej do lat 21. W 2008 roku Luiz Felipe Scolari powołał go do kadry na mistrzostwa Europy, na których Portugalczycy w ćwierćfinale zostali wyeliminowani przez Niemców.

## Sukcesy
- Mistrzostwo Portugalii: 2003/2004, 2005/2006, 2006/2007, 2007/2008
- Mistrzostwo Anglii: 2009/2010
- Puchar Portugalii: 2005/2006
- Superpuchar Portugalii: 2004/2005, 2006/2007
- Liga Mistrzów: 2003/2004 2011/2012
- Puchar Interkontynentalny: 2004/2005
- Puchar Anglii: 2008/2009